# السويد وأسلحة الدمار الشامل
خلال أواخر الأربعينات والخمسينيات، كان لدى السويد برامج تتعلق بالأسلحة النووية والكيميائية على حد سواء. أثناء العقود الأولى من الحرب الباردة، كان برنامج الأسلحة النووية نشطا. ولم يتم نشر أي سلاح على الإطلاق. وفي أواخر الستينات، أعاق المشهد السياسي ومشاكل الميزانية استخدام هذه الأسلحة، وبحلول منتصف السبعينات، ألغيت جميع خطط أسلحة الدمار الشامل.

## تاريخ
بدأ برنامج السويد للأسلحة النووية في أوائل عام 1946 بعد الحرب العالمية الثانية والقصف النووي الأميركي لمدينتي هيروشيما وناغازاكي اليابانيتين. وفي السنوات الأولى بعد الحرب، اتخذت السويد قرارا بالتحول إلى قوة محايدة قادرة على الدفاع عن نفسها عسكريا ضد أي قوة غازية. وكانت أكبر التهديدات التي تواجه السويد هي القدرات النووية السوفياتية، وفي أواخر الأربعينات والخمسينيات، أجريت بحوث كثيرة في مجال الأسلحة النووية. وفي عام 1948، قدمت أول خطط صلبة بشأن كيفية إنشاء سلاح ذري إلى المعهد السويدي لبحوث الدفاع الوطني. وقد وضعت خطط لإدارة برنامج مدني للطاقة النووية بالتوازي، باستخدام موارد اليورانيوم المحلية كوقود نووي.
وقد جرت جميع أنشطة التنمية النووية في معهد بحوث الدفاع الوطني. كانت الخطة ستنتج 100 رأس حربي في فترة زمنية تبلغ عشر سنوات. وخلال الستينات، لم يتضح بعد ما إذا كان ينبغي للسويد أن تطور قدرة على إنتاج الاسلحة النووية. وبحلول نهاية الستينات، كان على الحكومة السويدية، بسبب قيود الميزانية العسكرية، أن تختار بين سلاح نووي أو طائرة مقاتلة جديدة (ساب 37 فيغن). وقد وقع الاختيار على المقاتلة الجديدة. فقد ألغيت كل الخطط الخاصة بسلاح نووي سويدي بحلول عام 1968، حين وقعت السويد على معاهدة منع انتشار الأسلحة النووية. وفي عام 1972، توقفت آخر بقايا خطة للاسلحة النووية عندما أوقف معهد بحوث الدفاع الوطني تجاربه بالبلوتونيوم. غير أن السويد استمرت في استخدام الطاقة النووية المدنية، وفي عام 2012 كان لدى السويد 10 مفاعلا نوويا نشطا. وفي مارس 2012، صدرت السويد إلى الولايات المتحدة 3.3 كيلوغراما (7.3 رطلا) من البلوتونيوم وحوالي 9 كيلوغراما (20 رطلا) من اليورانيوم الطبيعي و‌اليورانيوم المنضب في إطار المبادرة العالمية للحد من التهديد.

## وصلات خارجية
- Forsvarets forskningsanstalt och planerna pa svenska karnvapen, Thomas Jonter, March 2001 باللغة السويدية
- The Swedish nuclear weapon باللغة السويدية via the أرشيف الإنترنت
- "Svensk atombomb utvecklades trots förbud" - Ny Teknik, Jan Melin, April 4, 2001 باللغة السويدية
- Paul M. Cole, Atomic Bombast: Nuclear Weapon Decisionmaking in Sweden 1945–1972 Stimson Center Occasional Paper No. 26, April 1996[بحاجة لمصدر]
- Thomas Jonter. The Swedish Plans to Acquire Nuclear Weapons, 1945–1968: An Analysis of the Technical Preparations Science & Global Security, 2010, 18, P. 61–86